# Lübtheen
Lübtheen là một đô thị ở huyện of Ludwigslust, bang Mecklenburg-Western Pomerania, Đức. Đô thị có dân số 4757 người. Lübtheen có khoảng cách 28 km về phía tây Ludwigslust-Parchim (trước thuộc huyện Ludwigslust), và 37 km về phía tây namSchwerin.